# ادوارد اشتویرمن
ادوارد اشتویرمن (انگلیسی: Eduard Steuermann; ۱۸ ژوئن ۱۸۹۲ – ۱۱ نوامبر ۱۹۶۴) نوازنده پیانو، آهنگساز، مربی موسیقی، و استاد دانشگاه اهل اوکراین بود که به آمریکا مهاجرت کرد.

## فعالیت‌های هنری
اشتویرمن پیانو را نزد ویلیام کورتس در هنرستان لندن و فروچو بوزونی در برلین فرا گرفت.
ساخت آهنگ را نزد انگلبرت هومپردینک و آرنولد شونبرگ به پایان رساند. او ابتدا قطعات پیانوی شونبرگ را اجرا می‌کرد ولی سپس قطعات پیانوی خود را به نمایش گذاشت. او همکاری خود را با شونبرگ ادامه داد و به عنوان پیانیست با آهنگسازان انجمن موسیقی خصوصی در وین همکاری کرد. در سال ۱۹۴۴ در رادیویی در نیویورک مشغول به کار شد. در سال ۱۹۵۲ مدال شونبرگ توسط انجمن بین‌المللی موسیقی معاصر به وی اهدا شد.
در آمریکا، کشوری که در آن سال ۱۹۳۸ پناهنده شده بود، او بخاطر نواختن آثار بتهوون به‌طور حفظی، مشهور شد. او یک معلم برجسته بود که از سال ۱۹۵۲ تا ۱۹۶۴ در مدرسه جولیارد تدریس می‌کرد. در آمریکا او را به نام ادوارد اشتویرمن می‌شناختند. از جمله موزیسین‌های مشهوری که نزد وی موسیقی آموختند، می‌توان به آلفرد برندل، جاکوب گیمپل، مناهم پرسلر اشاره کرد.

## درگذشت
او در سال ۱۹۶۴ بر اثر بیماری سرطان درگذشت. در سال ۱۹۸۹ دانشگاه نبراسکا مجموعه ای از آثار وی را منتشر کرد.
همسر وی زالکا فیرتل، یک هنرپیشه و فیلم نامه‌نویس اهل آمریکا بود.